# Трое мужчин и младенец
«Трое мужчин и младенец» (англ. Three Men and a Baby) — американский кинофильм,  кинокомедия 1987 года,  ремейк французской ленты «Трое мужчин и младенец в люльке». 

## Сюжет
Архитектор Питер Митчелл (Том Селлек), карикатурист Майкл Келлам (Стив Гуттенберг) и актёр Джек Холден (Тед Дэнсон) - трое друзей-холостяков, которые ведут счастливую жизнь в их роскошной квартире в Нью-Йорке, где часто устраивают вечеринки и встречаются с женщинами. Однажды они обнаруживают на пороге своей квартиры младенца  по имени Мэри и записку, в которой сообщается то, что она является результатом свидания Джека с актрисой по имени Сильвия во время спектакля «Шекспир в парке» годом ранее. Джек в это время находится в Турции на съёмках фильма, где договорился со своим другом о том, что в Нью-Йорке на его имя будет отправлена посылка. Джек просит Питера и Майкла сохранить посылку в тайне. Когда друзья обнаруживают Мэри, они ошибочно полагают что она и есть «посылка», и получив настоящую посылку, не придают этому значения. Питер и Майкл вынуждены учиться заботиться о младенце. 
На следующий день в квартиру друзей приходят два наркодилера, чтобы забрать посылку. Питер и Майкл по ошибке отдают им Мэри вместе с банкой детской смеси, которая, по мнению дилеров, является героином. Питер обнаруживает настоящую посылку и осознав ошибку, бежит вниз, но спотыкается, рассыпая содержимое посылки. Он собирает наркотики и противостоит наркодилерам, которые хотят забрать Мэри, вызывая потасовку. В драку вмешивается конная полиция, Питер спасает Мэри, но наркодилеры сбегают с банкой детской смеси. Офицер задерживает Питера и Майкла. Мелковиц (Филип Боско), офицер по борьбе с наркотиками, приходит, чтобы допросить их. Из Турции звонит Джек, но Питер и Майкл не могут открыто говорить с ним. Они успешно скрывают наркотики и узнают, что друг Джека Пол Милнер также является торговцем наркотиками. Мелковиц ставит их под наблюдение.
Питер и Майкл уходят на работу и оставляют Мэри с миссис Хэтэуэй, их соседкой. Вернувшись домой, они обнаруживают миссис Хэтэуей связанной и заткнутым ртом, а квартиру разграбленной наркодилерами, но Мэри была цела и невредима. Они также находят записку с угрозой в следующий раз забрать Мэри. Питер и Майкл продолжают заботиться о Мэри и привязываются к ней.
Питер нападает на взломщика, который оказывается Джеком, который вернулся раньше из-за того что его роль вырезали из сценария. Джек уверяет Питера и Майкла, что он ничего не знал о героине. Узнав о Мэри, он сперва отрицает своё отцовство, но записка Сильвии убеждает его в обратном. Питер и Майкл передают всю родительскую ответственность Джеку, который сразу полюбил свою дочь.
Они получают рассылку новостей по почте - Милнер был атакован наркодилерами и госпитализирован, друзья снова получают угрозы. Питер, Майкл и Джек составляют план по захвату наркодилеров и организовывают встречу. Джек, переодевшись беременной женщиной, покидает здание вместе с Мэри, в то время как Питер и Майкл уезжают на такси, за ними следуют офицеры под прикрытием, но им удается потерять их след. Все трое встречаются с наркодилерами на верхнем этаже строительной площадки. Майкл, спрятавшись в вентиляционном отверстии, записывает разговор Питера с дилерами, но проваливается в комнату, и начинается погоня. Им удается задержать дилеров в лифте до прибытия полиции. С помощью записи они доказывают свою невиновность Мелковицу, дилеры арестованы.
Питер, Майкл и Джек полностью принимают на себя заботы о Мэри, пока Сильвия (Нэнси Трэвис) не вернётся, чтобы забрать Мэри к себе в Лондон. После того, как Сильвия забирает Мэри, трое друзей понимают, как сильно скучают по ребенку. Они мчатся в аэропорт, но самолет улетает без Сильвии. Расстроенные, они возвращаются домой и находят Сильвию и Мэри у своей двери. Сильвия со слезами на глазах объясняет, что она не хочет бросать свою актерскую карьеру, но вынуждена сделать это, если ей придется воспитывать Мэри в одиночку. Все трое приглашают её и Мэри жить вместе с ними и она соглашается.

## В ролях
- Том Селлек — Питер Митчелл
- Стив Гуттенберг — Майкл Келлам
- Тед Дэнсон — Джек Холден
- Нэнси Трэвис — Сильвия Беннингтон
- Лиза и Мишель Блэр — Мэри
- Филип Боско — сержант Мелковитц
- Маргарет Колин — Ребекка
- Селеста Холм — миссис Холден
- Пол Гилфойл — Винс